# Blake Snell
Blake Ashton Snell (né le 4 décembre 1992 à Seattle, Washington, États-Unis) est un lanceur gaucher des Padres de San Diego de la Ligue majeure de baseball.
Il remporte le trophée Cy Young du meilleur lanceur de l'année en 2018 dans la Ligue américaine puis en 2023 dans la Ligue nationale.

## Carrière

### Rays de Tampa Bay
Blake Snell est le choix de première ronde des Rays de Tampa Bay au repêchage amateur de 2011 et le 52e athlète sélectionné au total cette année-là.
Il fait ses débuts dans le baseball majeur avec Tampa Bay le 23 avril 2016.
Blake Snell remporte le trophée Cy Young du meilleur lanceur de la Ligue américaine en 2018. Au cours de cette saison, remporte 21 matchs contre 5 défaites. En 180 manches et deux tiers lancées, sa moyenne de points mérités de 1,89 est la plus basse par un lanceur de la Ligue américaine depuis celle de Pedro Martínez (1,74) en 2000.

### Padres de San Diego
Le 29 décembre 2020, Blake Snell est échangé aux Padres de San Diego contre les receveurs Blake Hunt et Francisco Mejía ainsi que les lanceurs Cole Wilcox et Luis Patino.
Il remporte en 2023 son deuxième trophée Cy Young en finissant la saison avec 14 victoires et 9 défaites et une moyenne de points mérités de 2,25.